# Rotenburg (Wümme)
Rotenburg is een plaats in de Duitse deelstaat Nedersaksen, gelegen in de Landkreis Rotenburg (Wümme), waarvan het ook de bestuurszetel is. De stad telt 22.072 inwoners.

## Geografie, infrastructuur

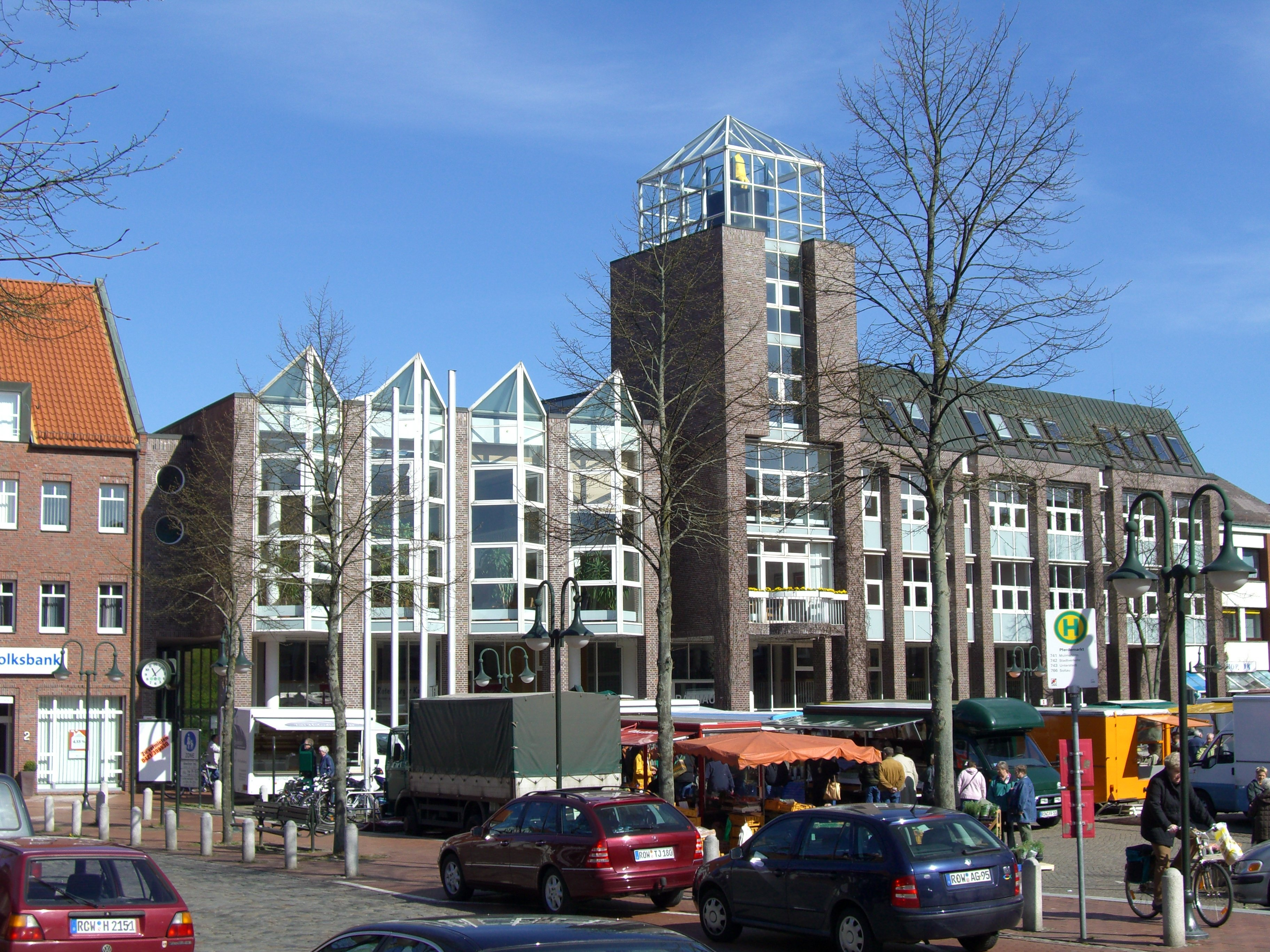
Gemeentehuis
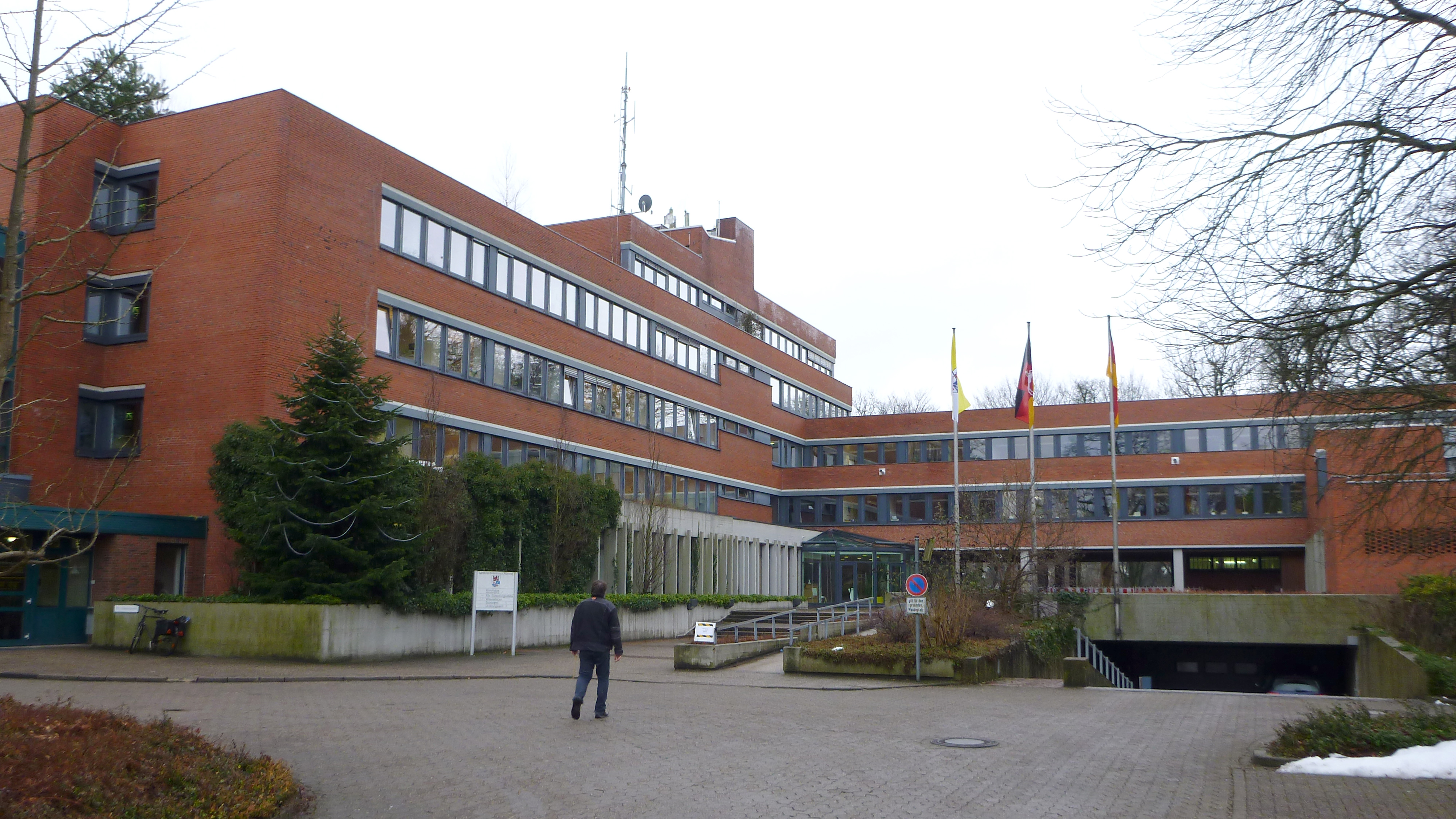
Kreishaus, kantoor van het bestuur van de Landkreis Rotenburg (Wümme)
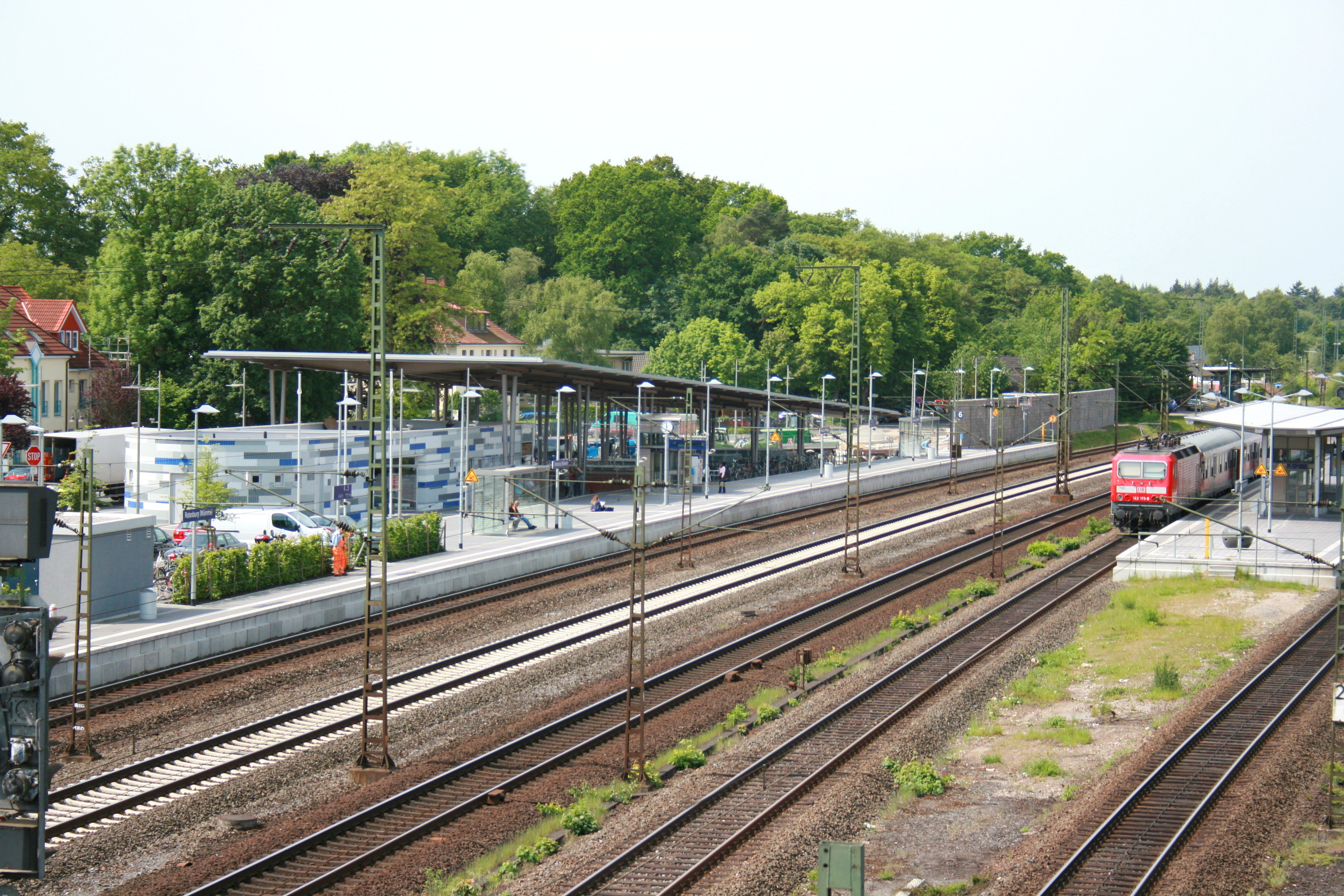
Station

Rotenburg ligt in een vrij vlak, venig laagland, ongeveer 46 km ten oosten van de stad Bremen, en 70 km ten zuidwesten van Hamburg. Zoals uit de plaatsnaam al blijkt, ligt de stad aan de Wümme. Deze rivier is niet bevaarbaar, behalve (buiten bepaalde natuurgebieden) voor kano's en kleine roeibootjes.
Naburige gemeenten zijn onder andere Bremervörde, Gnarrenburg en Scheeßel.

### Samenstelling van de gemeente; bevolkingscijfers
De gemeente bestaat uit de kernstad, met 21.186 inwoners, en verder vier in 1974 bij een gemeentelijke herindeling eraan toegevoegde dorpen. Dit zijn:
- Borchel, een uit verspreide boerderijen bestaand, uitgestrekt gehucht op 4-8 km ten noordwesten van het stadscentrum, 278 inwoners
- Mulmshorn, een veenkolonie op 10 km ten noordwesten van het stadscentrum, aan de B 71; 609 inwoners.
- Unterstedt, 4 km ten ZW van het stadscentrum, aan de B 215, 843 inwoners
- Waffensen, 4 km ten westen van het stadscentrum en 1½ km ten westen van de grote kazerne; 860 inwoners.

De bevolkingscijfers zijn ontleend aan de website van de gemeente. Totaal gehele gemeente: 23.776 personen. Peildatum: 31 december 2022.

### Wapens van de gemeentedelen

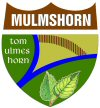
Wapen van Mulmshorn
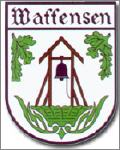
Wapen Waffensen

### Infrastructuur
Rotenburg is een knooppunt van Bundesstraßen. De B71 kruist er de B75, terwijl ook de B440 en de B215 er beginnen. Wie de B71 12 km noordwestwaarts of de B75 12 km westwaarts volgt, bereikt afrit 49 respectievelijk 50 van de Autobahn A1.
Station Rotenburg (Wümme) ligt, ten noorden van de stadskern, aan de spoorlijn van Bremen naar Hamburg-Harburg v.v. of Rollbahn, en de spoorlijn Verden - Rotenburg. Deze lijnen behoren tot het lijnennet van respectievelijk metronom Eisenbahngesellschaft en Regio-S-Bahn Bremen/Niedersachsen.

## Economie
Rotenburg is de zetel van enige kleine en middelgrote industriële en ambachtelijke bedrijven, waarvan de grootste auto-onderdelen, tuinplanten en metaalwaren produceren. Door de ligging op een wegenknooppunt zijn er ook enige logistieke en transportbedrijven gevestigd.
In de stad is de dienstensector sterk overwegend. De Bundeswehr beschikt ten noordwesten van Rotenburg over de Von-Düring-Kaserne. Verder kent de stad sedert 1880 enige grote instellingen voor de, met name geestelijke, gezondheidszorg. De grootste instelling is geïntegreerd in het huidige algemene ziekenhuis Agaplesion Diakonieklinikum Rotenburg, de belangrijkste werkgever van de stad. Daarnaast is Rotenburg (Wümme) een Kreisstadt met kantoren voor de Kreis, een regionaal bestuursorgaan.
Vanwege de attractieve ligging aan de Wümme is er ook sprake van enig toerisme (kano- en fietsroutes e.d.).

## Geschiedenis
De gemeente heette tot 1969 officieel Rotenburg (Hannover).
Op de heuvel Hempberg bij Unterstedt zijn sporen aangetroffen van grafheuvels, die door archeologen zijn gedateerd in de bronstijd, rond 1500 jaar vóór de jaartelling.
Rotenburg ontstond rondom een in 1195 reeds vermeld, in opdracht van Rudolf I van Verden gebouwd kasteel. Van het (in 1626 deels verwoeste) kasteel is alleen het terrein met enige oudere boerderijbebouwing overgebleven, aan de westzijde van de stad. Rotenburg lag vanaf de 13e eeuw in het kleine Hertogdom Verden, waar in 1566 de Reformatie werd doorgevoerd. Na de Dertigjarige Oorlog, in 1648, kwam de plaats in het onder de Zweedse kroon vallende Bremen-Verden te liggen. Als residentieplaats had Rotenburg zekere privileges; vanaf ca. 1500 was het een ommuurde Marktflecken, een vlek met marktrecht; pas in 1929 verkreeg de plaats het stadsrecht. Van 1676 tot aan de Vrede van Saint-Germain (1679) moesten de Zweden Rotenburg door een nederlaag in de Schoonse Oorlog tijdelijk prijsgeven.
In 1715 kwam het gebied rondom Rotenburg aan het Keurvorstendom Brunswijk-Lüneburg. Na de Napoleontische tijd was het van 1815 -1866 deel van het Koninkrijk Hannover en vanaf 1871 van het Duitse Keizerrijk. In 1874 verkreeg de plaats aansluiting op het spoorwegnet. In 1880 werd de grote zorginstelling Rotenburger Werke of, zoals zij vroeger heette Rotenburger Anstalten, opgericht. Tot op de huidige dag is deze instelling actief in de zorg voor lichamelijk en vooral verstandelijk gehandicapten. De instelling is in de Tweede Wereldoorlog 547 bewoners kwijtgeraakt, doordat dezen door de nazi's in het kader van de Aktion T-4 werden weggevoerd en vermoord. Antisemitische en racistische elementen van de rassenleer werden reeds vanaf 1931 toegepast. De bevolking van Rotenburg was in die periode sterker rechts-extremistisch georiënteerd dan gemiddeld in Duitsland.
Vanaf 1936 beschikten de nazi's voor de Luftwaffe over een Fliegerhorst met bijbehorende kazerne, die na de Tweede Wereldoorlog door de Britse strijdkrachten werd overgenomen. In de stad heeft ook een van de beruchte Arbeitserziehungslager gestaan.
Onder de vele vanaf 1946 in de stad gehuisveste Heimatvertriebene, Duitsers die in 1945 Pools, Russisch en Tsjechisch geworden gebieden gedwongen hadden moeten verlaten, zal zeker een latente extreemrechtse gezindheid aanwezig geweest zijn. Een nog niet verwerkte nazi-gezindheid, gepaard gaande met af en toe antisemitische uitingen is in Rotenburg tot zeker omstreeks 2005 blijven bestaan. De totstandkoming in dat jaar van het (in 2010 pas geopende) Joodse museum in het afgebroken en elders weer opgebouwde vakwerkhuis, waar de joodse textielfamilie Cohn had gewoond, stuitte nog op veel verzet. De gemeente werd o.a. onvoldoende aandacht en respect voor Duitse slachtoffers van de Tweede Wereldoorlog verweten. Kenmerkend was ook dat van 1989 tot 1993 de extreemrechtse hulporganisatie voor in nood verkerende ex-nazi's en hun familieleden, Stille Hilfe, te Rotenburg gevestigd was en in die stad prominente aanhangers had.

## Bezienswaardigheden
Zie ook de hieronder volgende afbeeldingen.
- De stad ligt fraai aan de Wümme, dicht bij het langgerekte natuurreservaat Wümmeniederung (Wümmedal). Op delen van deze rivier mag men kanovaren; langs de rivier lopen enige wandel- en vooral fietsroutes.
- Vijf kilometer ten zuiden van de stad ligt een 654 hectare groot natuurreservaat, het hoogveengebied Großes und Weißes Moor. Er zijn enkele wandelroutes uitgezet.
- Verspreid in de stad staan enige schilderachtige oude huizen uit vooral de 18e en 19e eeuw.
- Eén van deze huizen is gewijd aan het leven en werk van de schilder en decorateur van lutherse kerkgebouwen Rudolf Schäfer (* 16 september 1878 in Altona an der Elbe; † 25 oktober 1961 in Rotenburg).
- In de gemeente staan enige fraaie of grappige sculpturen en soortgelijke kunstwerken.

## Afbeeldingen

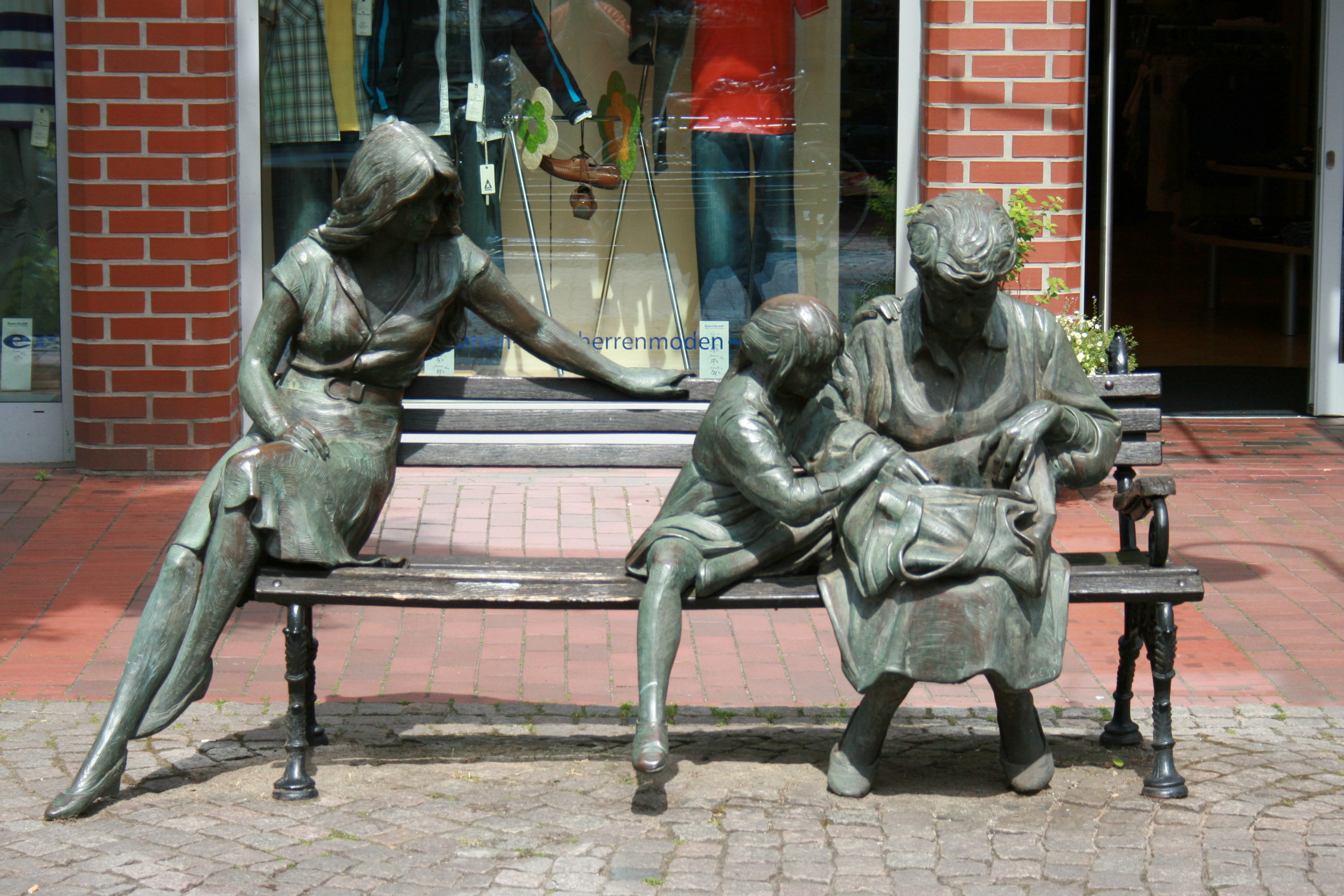
Bronzen sculptuur Drie Generaties door Carsten Eggers
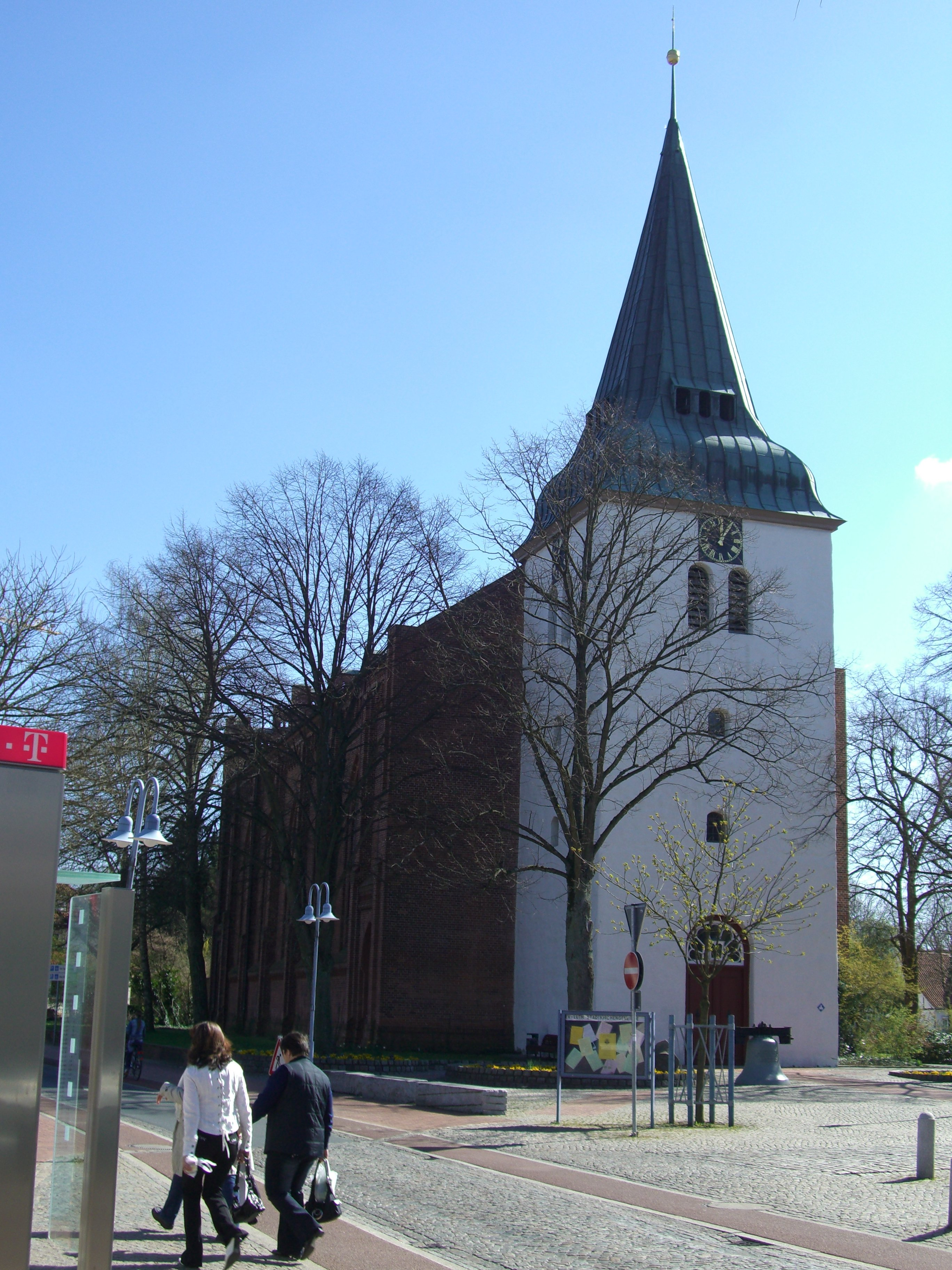
Evangelisch-lutherse kerk te Rotenburg (1862; toren uit 1752)
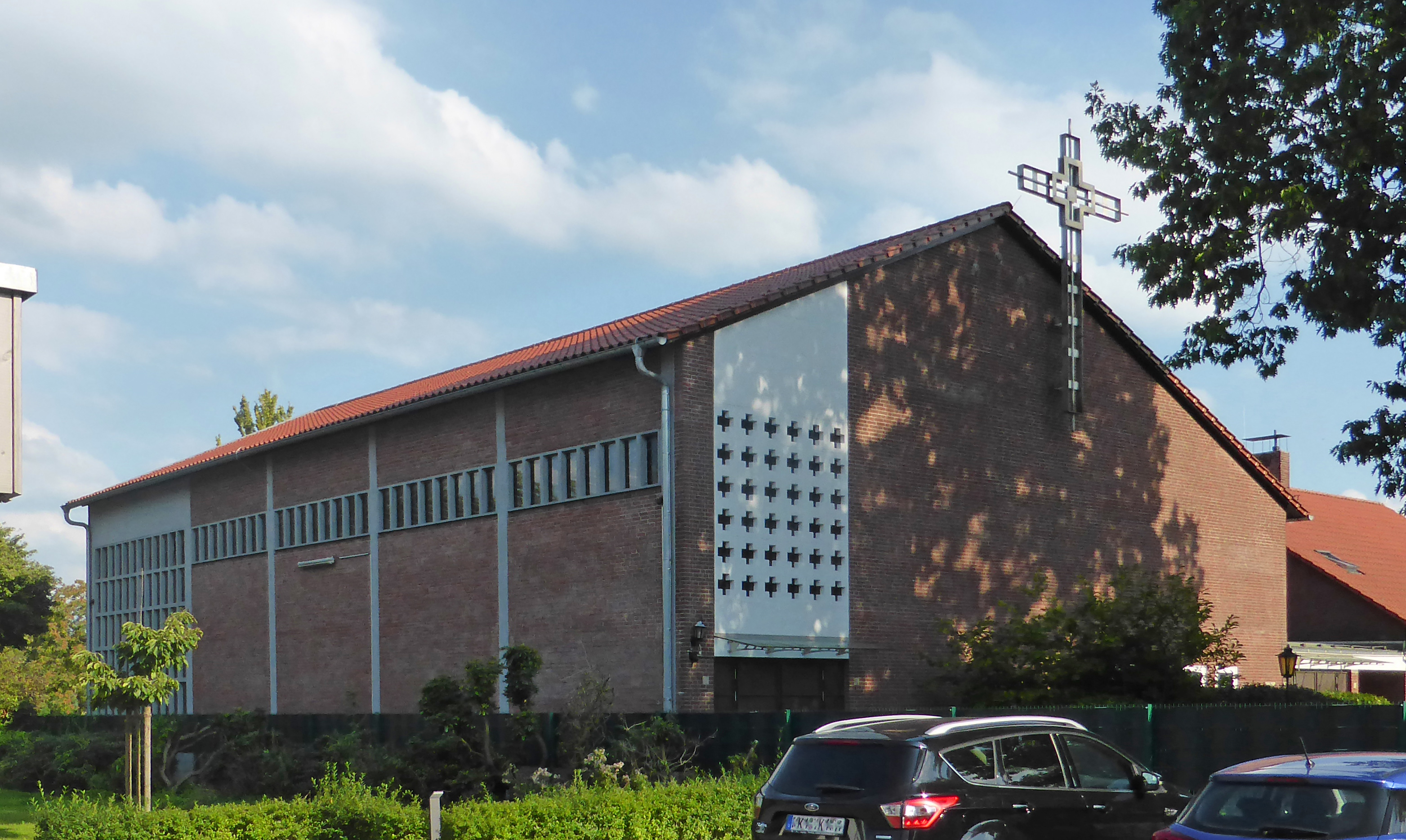
R.K. Corpus-Christi-kerk te Rotenburg (1961)
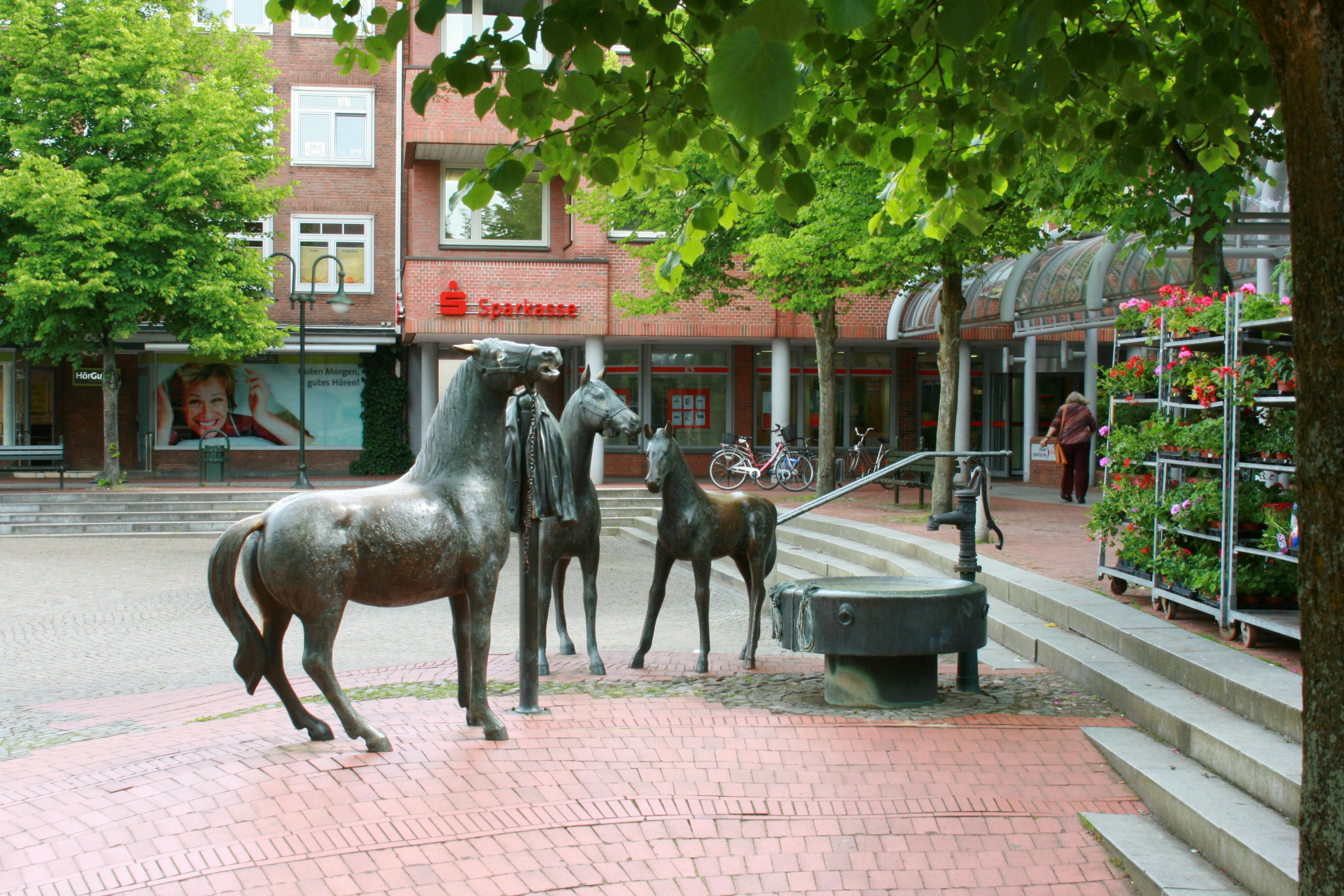
Paardenfontein aan de Paardenmarkt
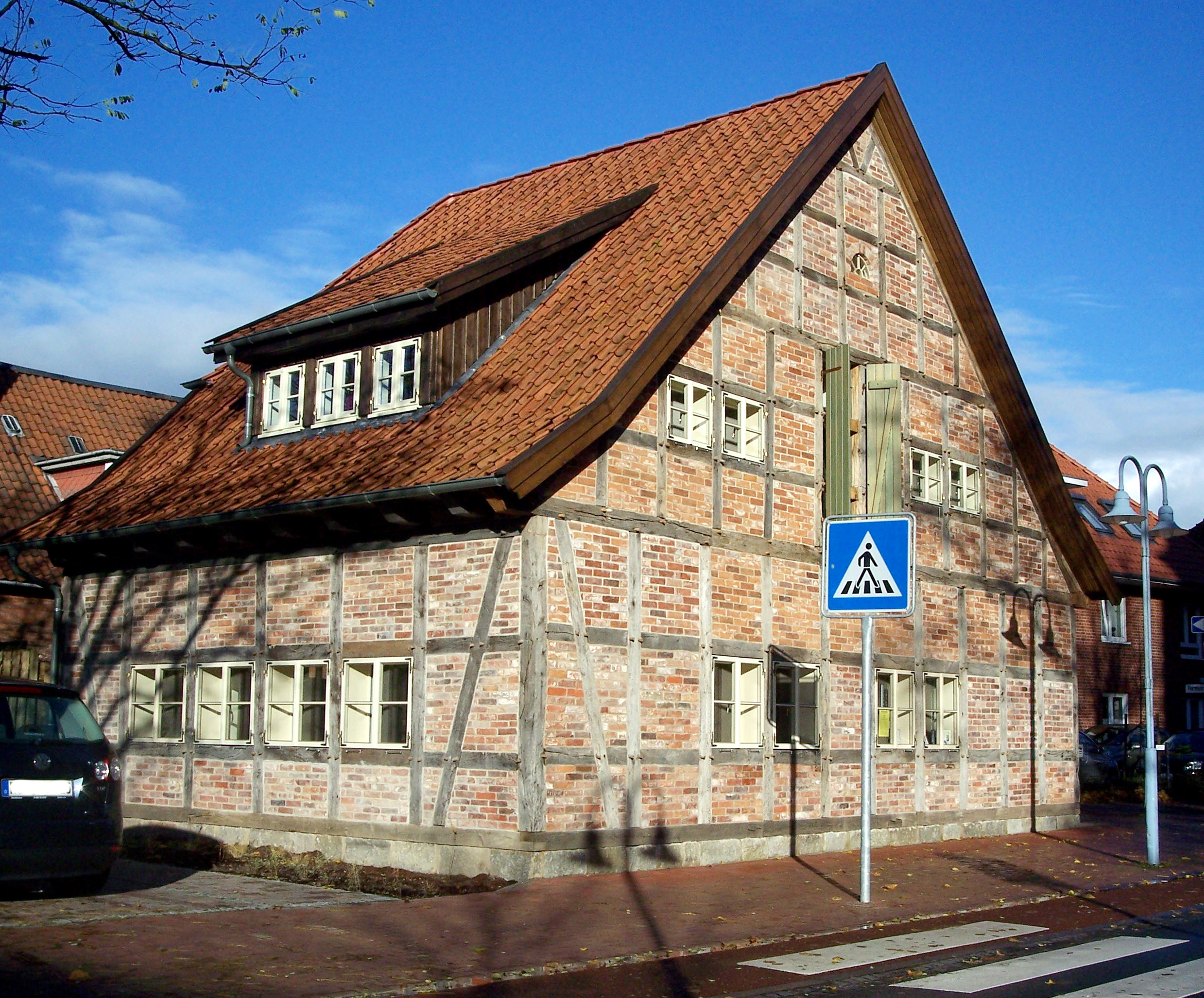
Cohn-Scheune (joods en interreligieus centrum)
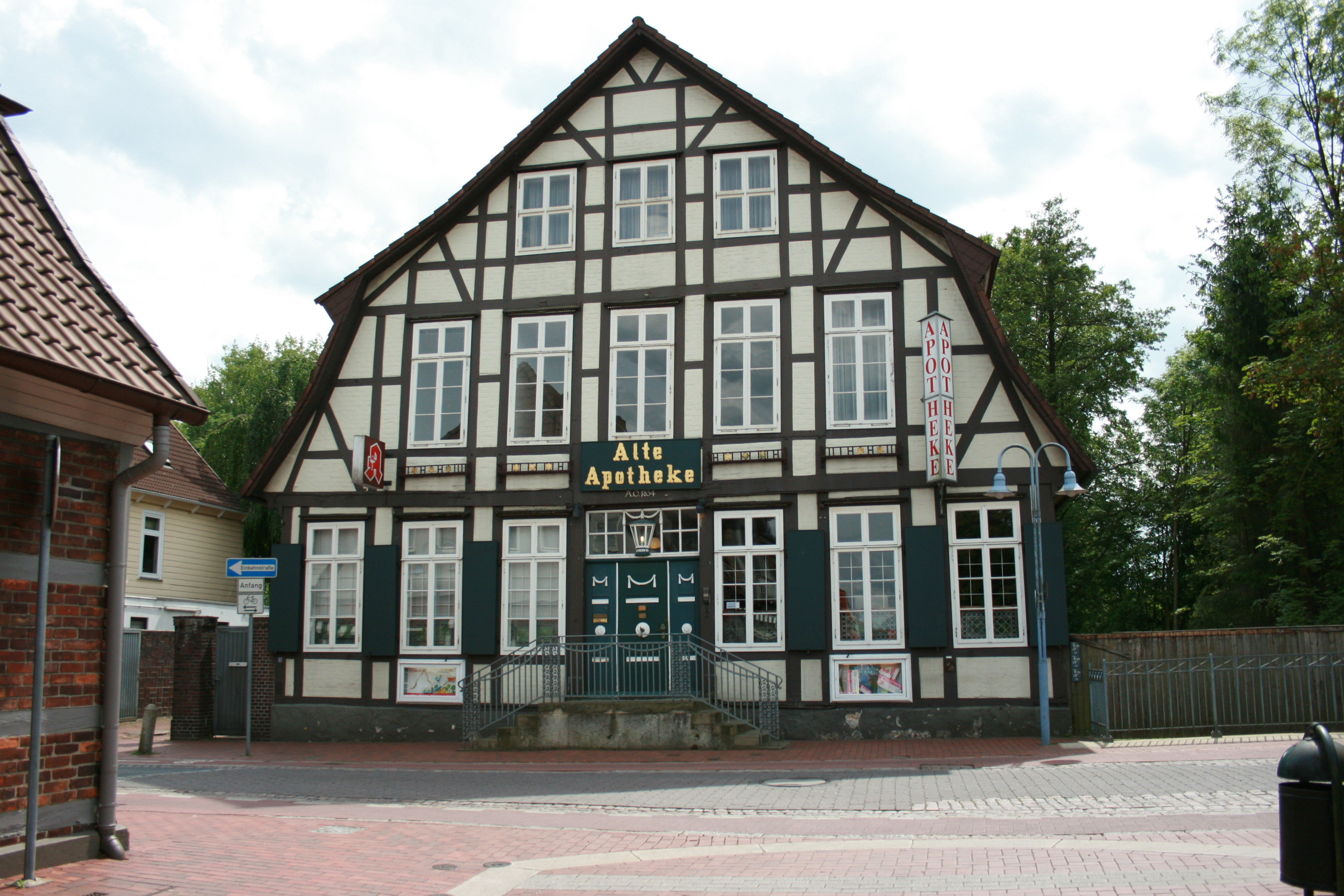
Oude apotheek
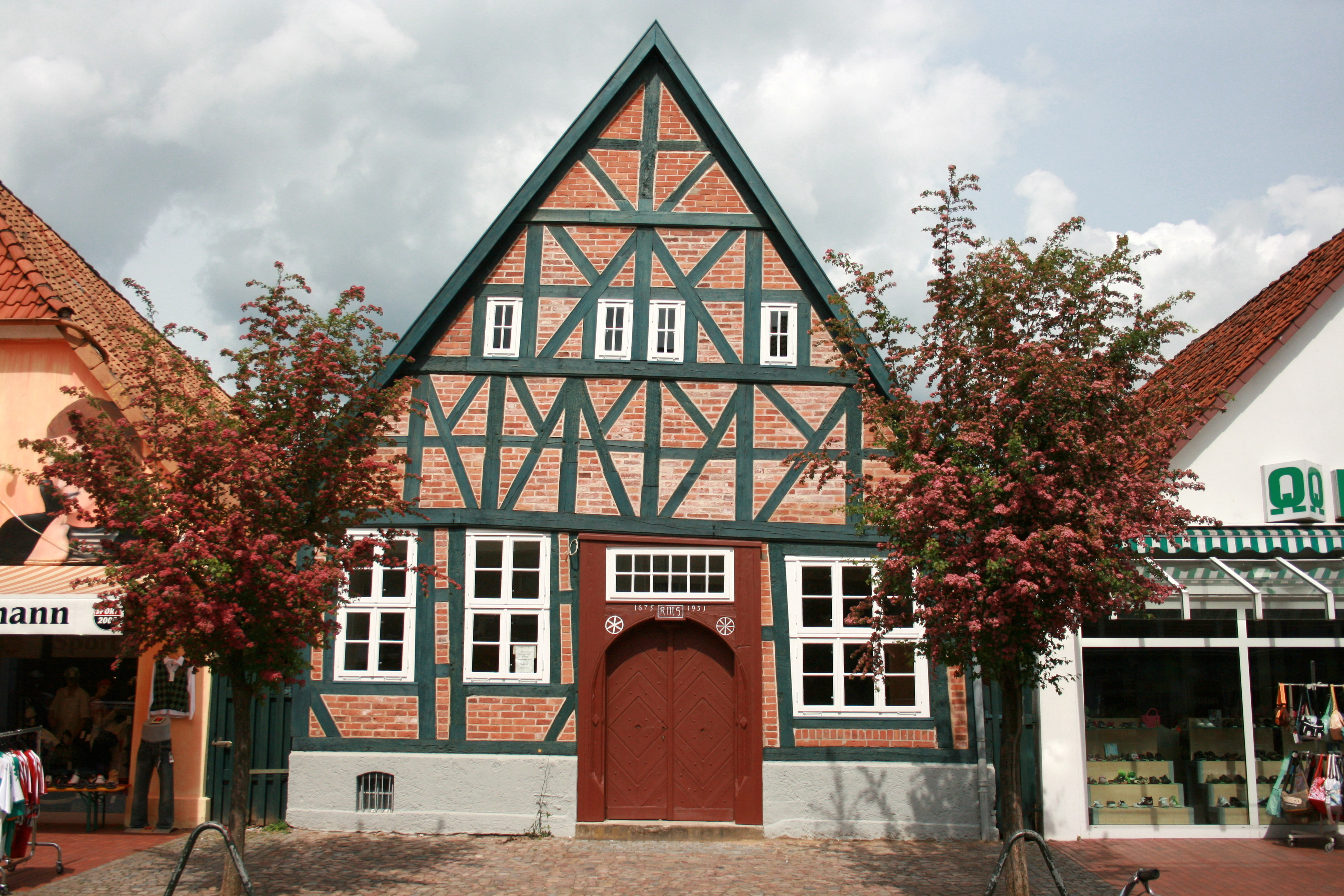
Vakwerkhuis Rudolf-Schäfer-Haus
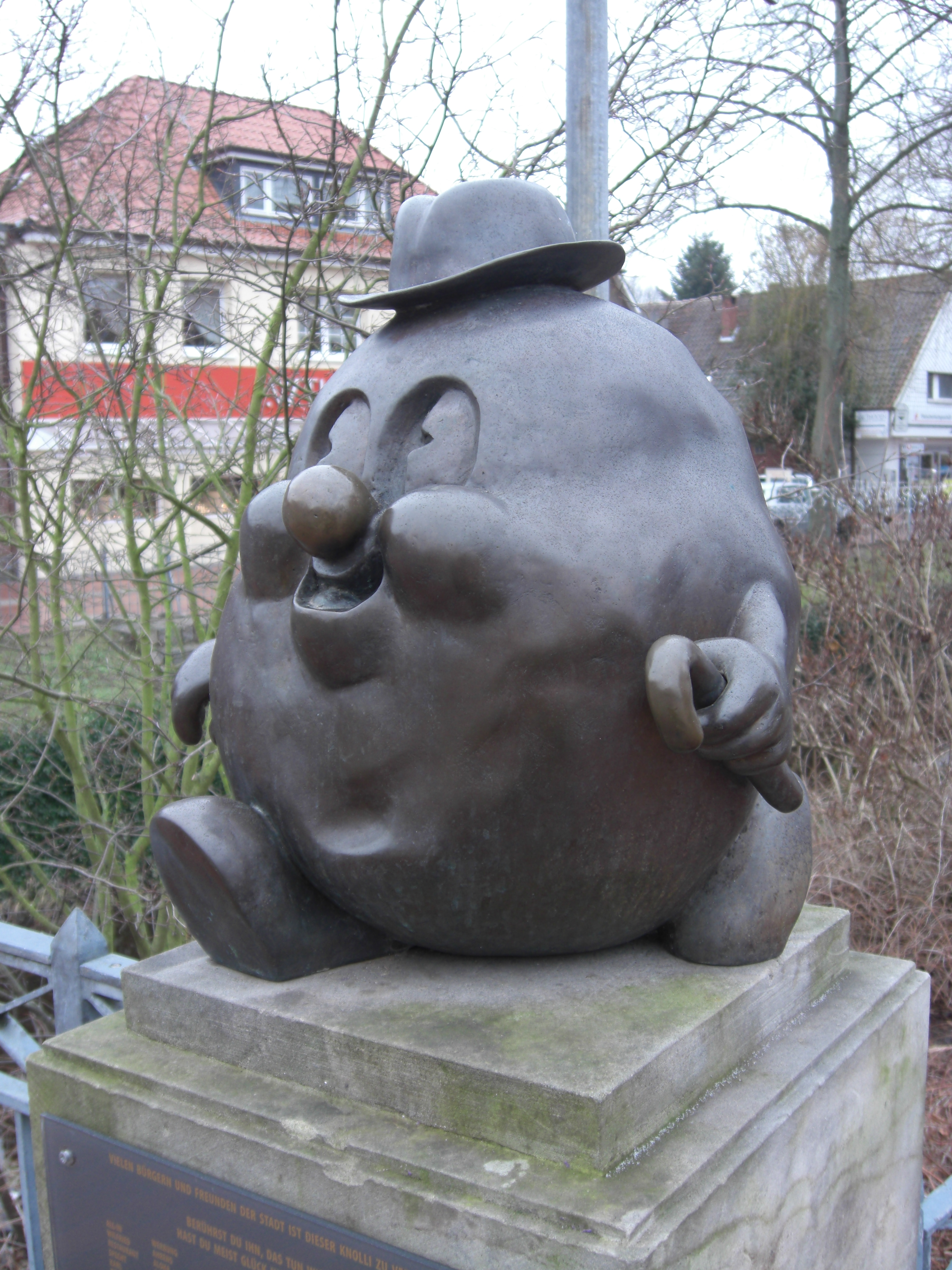
Aardappelmonument Knolli
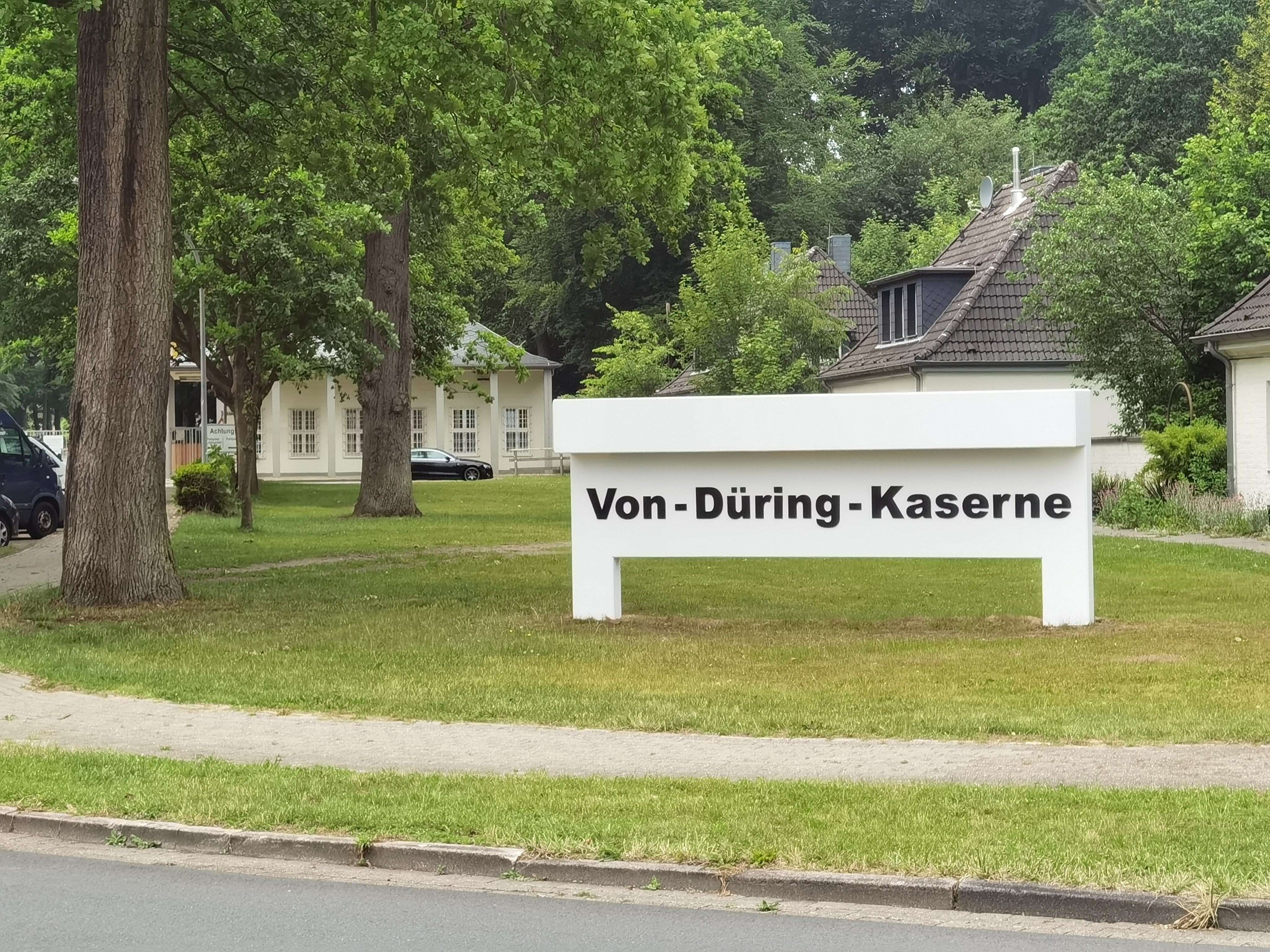
Von-Düring-kazerne

## Trivia
Veel Nederlandse militairen/rijksambtenaren en familieleden reden (tijdelijk) met de nummerplaat van deze regio (ROW), omdat de toenmalige Nederlandse kazerne in het Duitse Seedorf in deze regio viel. Daarnaast was het voor hen de dichtstbijzijnde grotere plaats.

## Partnersteden
Er bestaat een jumelage met:
- Aalter (België), sinds 1974

Er bestaan vriendschapsbanden met:
- Rothenburg (Zwitserland)
- Rotenburg an der Fulda (Duitsland)
- Rothenburg ob der Tauber (Duitsland)
- Rothenburg aan de Saale (Duitsland)
- Rothenburg/O.L. (Duitsland)
- Czerwieńsk (Polen), eertijds Rothenburg an der Oder